# Boxing (videojuego de 1981)
Boxing es un videojuego de deportes multijugador escrito por Tom Loughry y publicado por Mattel Electronics para su sistema de videojuegos Intellivision en 1981.  El juego simula un combate de boxeo de 15 asaltos con el objetivo de noquear al oponente; en el momento del lanzamiento del juego, un combate de boxeo profesional en la vida real puede haber durado hasta 15 asaltos.

## Modo de juego
Boxing permite a cada jugador seleccionar uno de seis boxeadores, cada uno con un conjunto diferente de fortalezas y debilidades. Para comenzar el juego hay que seleccionar una velocidad de combate presionando los números uno, dos o tres en el teclado o en el disco direccional. El número 3 es la velocidad más lenta, el número 2 es la velocidad media, el número 1 es la velocidad media y el disco direccional es el más rápido. Una vez que se ha seleccionado la velocidad deseada, se debe elegir un boxeador. El boxeador azul número uno tiene fuertes habilidades defensivas, mientras que el boxeador rojo número dos tiene un fuerte poder ofensivo. El boxeador bronceado número 3 tiene una gran resistencia, y los boxeadores número 4 y 5, de color verde oscuro y verde claro, tienen cada uno un conjunto de habilidades equilibrado. El boxeador amarillo número 6 se considera «impredecible» y la computadora le dará un conjunto aleatorio de habilidades. Todos los boxeadores son diestros y los jugadores no podrán elegir al mismo boxeador. Una vez realizadas las selecciones, los dos boxeadores se colocan dentro de un ring de boxeo simulado y comienza el combate. Cada ronda del partido tiene una duración de 90 segundos en tiempo simulado; en comparación con los tres minutos de la vida real.
El jugador 1 siempre mira hacia la derecha, mientras que el jugador 2 siempre mira hacia la izquierda. Usando el panel direccional del controlador, los jugadores pueden acercar o alejar a sus boxeadores de su oponente para lanzar golpes. Los golpes se lanzan usando el teclado del controlador. Los golpes que usan el brazo izquierdo del boxeador se lanzan usando las teclas en el lado izquierdo de la almohadilla, y los golpes que usan el brazo derecho se asignan a las teclas en el lado derecho. Se utilizan cuatro tipos de puñetazos: un puñetazo de finta, un puñetazo en la cabeza, un puñetazo en el pecho y un puñetazo en el estómago. Las teclas en el medio permiten al jugador agacharse o lanzar golpes.
Un jugador gana el combate si es capaz de noquear al boxeador contrario, ya sea con un solo golpe o si el boxeador no puede ponerse de pie en diez segundos. La computadora determina si un boxeador puede continuar. Si no se produce ningún nocaut, el ganador de la ronda se determinará por puntos. Los jugadores obtienen puntos cada vez que se lanza un golpe con éxito, y el jugador que anotó más puntos gana esa ronda. Si ninguno de los jugadores es eliminado al final de la decimoquinta ronda, el jugador que tenga más puntos acumulados será nombrado ganador. Una «doble caída» es posible, pero es extremadamente raro tener un «doble nocaut» que resulte en empate.

## Legado
Boxing ha sido relanzado en Intellivision Lives! compilación y en el servicio Game Room de Microsoft en mayo de 2010. 